# Zoolook
Zoolook é o sétimo álbum de Jean Michel Jarre, foi lançado em 1984. Ele faz uso extensivo de técnicas de gravação digital e de amostragem. É considerado por muitos fãs a Jean Michel Jarre seu álbum mais experimental até o momento. Grande parte da música é construída a partir de canções e vocais em mais de trinta línguas diferentes, juntamente com sintetizadores, bem como instrumentos mais tradicionais. Grande parte do tom do álbum parece ser influenciado por elementos da música concreta e pelo seu tempo como aluno de Pierre Schaeffer.
O álbum também teve a colaboração da artistas performática Laurie Anderson nos vocais.

## Faixas
1. "Ethnicolor" – 11:40
2. "Diva" – 7:35
3. "Zoolook" – 3:50
4. "Wooloomooloo" – 3:18
5. "Zoolookologie" – 4:20
6. "Blah-Blah Cafe" – 3:20
7. "Ethnicolor II" – 3:53

## Créditos
- Laurie Anderson: Vocal.[1]
- Jean Michel Jarre: Teclados, Produção, Programação de Vocais , Equipamentos Eletrônicos.[1]
- Adrian Belew: Guitarra, Efeitos.
- Fiona Doulton: Assistente.
- Mark Fisher: Direção de Arte.
- Kate Hepburn: Design.
- Yogi Horton: Bateria.
- Daniel Lazerus: Engenharia de som.
- David Lord: Mixagem.
- Marcus Miller: Baixo.
- Alan Moulder: Operador de gravação.
- Pierre Mourey: Assistente
- Fredrick Rousseau: Teclados.
- Mark Suozzo: Copista.
- Denis Vanzetto: Assistente.